# 12762 Надіявіттор
12762 Надіявіттор (12762 Nadiavittor) — астероїд головного поясу, відкритий 26 жовтня 1993 року.
Тіссеранів параметр щодо Юпітера — 3,129.